# 绛南县
绛南县，中国旧县名。
太岳解放区设。1945年由山西省新绛县南部和闻喜县北部析置。1948年撤销，仍归各县。 